# Simulium lobatoi
Simulium lobatoi es una especie de insecto del género Simulium, familia Simuliidae, orden Diptera.
Fue descrita científicamente por Dias, Hernandez, Maia-Herzog & Shelley, 2004.